# Wasted Years
Wasted Years is een single van de Britse heavy metal band Iron Maiden. Het nummer werd op 25 augustus 1986 eerst in het Verenigd Koninkrijk en Ierland op single uitgebracht. Op 6 september dat jaar volgden het vasteland van Europa, Australië en Nieuw-Zeeland. Het was de eerste single van het zesde studioalbum Somewhere in Time uit eveneens 1986.

## Tracklijst
7" vinylsingle
| Nr. | Titel        | Duur |
| --- | ------------ | ---- |
| 1.  | Wasted Years | 5:06 |

| Nr. | Titel                                              | Duur |
| --- | -------------------------------------------------- | ---- |
| 1.  | Reach Out (The Entire Population of Hackney cover) | 3:25 |

12" vinylsingle
| Nr. | Titel        | Duur |
| --- | ------------ | ---- |
| 1.  | Wasted Years | 5:06 |

| Nr. | Titel                                              | Duur |
| --- | -------------------------------------------------- | ---- |
| 1.  | Reach Out (The Entire Population of Hackney cover) | 3:25 |
| 2.  | Sheriff of Huddersfield                            | 3:35 |

1. Wasted Years (Adrian Smith) – 5:06
2. Reach Out (Dave Colwell) – 3:31
3. Sheriff of Huddersfield (Iron Maiden) – 3:35

## Bezetting
- Bruce Dickinson – zang
- Dave Murray – gitaar
- Adrian Smith – gitaar
- Steve Harris – basgitaar
- Nicko McBrain – drums

## Hitnoteringen
De plaat werd uitsluiten een hit in het Verenigd Koninkrijk, Ierland  Nieuw-Zeeland en het Nederlandse taalgebied.
In Iron Maidens thuisland het Verenigd Koninkrijk werd de 18e positie in de UK Singles Chart bereikt, in Ierland de 11e en in Nieuw-Zeeland de 24e positie.
In Nederland was de plaat op vrijdag 3 oktober 1986 Veronica Alarmschijf op Radio 3 en werd een radiohit in de destijds twee landelijke hitlijsten op de nationale publieke popzender. De plaat bereikte de 8e positie in de Nationale Hitparade en de 12e positie in de Nederlandse Top 40. In de Europese hitlijst op Radio 3, de TROS Europarade, werd géén notering behaald.
In België bereikte de plaat de 24e positie in de Vlaamse Radio 2 Top 30 en de 27e positie in de voorloper van de Vlaamse Ultratop 50. In Wallonië werd géén notering behaald.
Sinds de editie van december 2021 staat de plaat genoteerd in de jaarlijkse NPO Radio 2 Top 2000 van de Nederlandse publieke radiozender NPO Radio 2, met als hoogste notering tot nu toe een 528e positie in 2023.

### NPO Radio 2 Top 2000
| Nummer met noteringen in de NPO Radio 2 Top 2000 | '21 | '22 | '23 | '24 |
| ------------------------------------------------ | --- | --- | --- | --- |
| Wasted Years                                     | 662 | 589 | 528 | 479 |

1. ↑  Een vetgedrukt getal geeft de hoogste notering aan.
2. ↑  2021 was het eerste jaar met een notering voor dit nummer.